# 199 (szám)
A 199 (százkilencvenkilenc) a 198 és 200 között található természetes szám.
A 199 egy prímszám, sőt ikerprím párt alkot a 197 prímmel.
A 199 előáll három egymást követő prímszám összegeként:
61 + 67 + 71 = 199
valamint öt egymást követő prímszám összegeként is:
31 + 37 + 41 + 43 + 47 = 199
A 199 egy Lucas-szám, középpontos háromszögszám és Chen-prím. Mírp.